# Kalappia celebica
Kalappia celebica é uma espécie vegetal da família Fabaceae.
Apenas pode ser encontrada na Indonésia.